# Vacances sexuelles
Pour plus de détails, voir Fiche technique et Distribution.
Vacances sexuelles (titre original : Sechs Schwedinnen auf Ibiza) est un film pornographique suisse réalisé par Gérard Loubeau, sorti en 1981.

## Synopsis
Six Suédoises font route vers Ibiza pour y profiter du soleil, de la plage et du sexe. Mais elles se font voler leurs passeports et leur argent sur le ferry de Barcelone à Ibiza, elles reçoivent le soutien de Carie, qui leur propose un hébergement. En compagnie d'un propriétaire de boîte de nuit, avec qui elle a une liaison, elle accorde aux six Suédoises d'être logées et nourries gratuitement dans une maison de campagne. Pour avoir de l'argent, elles trouvent facilement des jobs, notamment parce qu'elles cèdent au sexe. Après avoir été guide touristique, danseuse en discothèque ou vendeuse, un marin retrouve leurs papiers et les aide à retourner sur le continent.

## Fiche technique
- Titre : Vacances sexuelles
- Titre original : Sechs Schwedinnen auf Ibiza
- Réalisation : Gérard Loubeau
- Scénario : Erwin C. Dietrich
- Musique : Walter Baumgartner
- Photographie : Peter Baumgartner
- Montage : Marie-Luise Buschke
- Production : Erwin C. Dietrich, Jaime Jesús Balcázar
- Société de production : Elite Film
- Société de distribution : Elite Film
- Pays d'origine :  Suisse
- Langue : suisse allemand, français
- Format : Couleur - 1,66:1 - Mono - 35 mm
- Genre : Pornographie
- Durée : 84 minutes
- Dates de sortie :
  -  Allemagne : 30 octobre 1981.
  -  Espagne : 8 mars 1982.
  -  France : 30 octobre 1985[1].
  -  Finlande : 3 mars 1986.

## Distribution
- Olinka Hardiman : Lil
- Marianne Aubert : Greta
- Kitty Hilaire : Carie
- Laura May : Kerstin
- Linda Ordóñez : Inga
- Marisa Luisa Gracia : Astrid
- Dominique Saint Claire : Selma
- Gabriel Pontello : José
- Alban Ceray : Le propriétaire de boîte de nuit
- Javier Bolinches : Le chef d'Astrid
- Fernando del Río : L'ami d'Inga

## Source de la traduction
- (de) Cet article est partiellement ou en totalité issu de l’article de Wikipédia en allemand intitulé « Sechs Schwedinnen auf Ibiza » (voir la liste des auteurs).